# 岩手県道211号雫石停車場線
岩手県道211号雫石停車場線（いわてけんどう211ごう しずくいしていしゃじょうせん）は、岩手郡雫石町を通る一般県道である。

## 概要
雫石町中心部は雫石川によって形成された河岸段丘により微妙な高低差がある。

### 路線データ
- 起点：雫石停車場（雫石駅）
- 終点：岩手郡雫石町中町 中町交差点（岩手県道212号雫石東八幡平線交点）

## 地理

### 通過する自治体
- 岩手郡
  - 雫石町

### 交差する道路
- 岩手県道212号雫石東八幡平線（終点）

### 沿線の施設など
- JR田沢湖線・秋田新幹線 雫石駅